# ゴーイング マイ ホーム
『ゴーイング マイ ホーム』は、2012年10月9日から12月18日まで、毎週火曜日22時 - 22時54分に関西テレビ・テレビマンユニオンの共同制作により、フジテレビ系で放送されたテレビドラマである。略称「ゴマホ」。初回は2時間5分スペシャル。第2話は22時15分 - 23時9分の15分遅延。

## 概要
阿部寛の関西テレビ制作の火曜10時枠の主演は『白い春』（2009年4月期）以来約3年半ぶりである。また、山口智子も『ロングバケーション』（1996年4月期）以来約16年ぶりの連続ドラマ出演、宮﨑あおいも『しあわせのシッポ』（2002年4月期、TBS系）以来約10年ぶりの民放のテレビドラマ出演となった。2013年5月11日に死去した夏八木勲の最後の出演テレビドラマでもある。この枠では初のプログレッシブカメラでの制作となる。
是枝裕和が本作で初めて民放のテレビドラマおよび連続ドラマの監督・脚本を手がけた。
2013年1月23日より開催のロッテルダム国際映画祭に正式招待され、全10話が一挙上映された。日本の連続ドラマが国際映画祭で全話上映されるのは異例のことである。

## あらすじ
冴えないサラリーマンが、疎遠だった父が倒れたのをきっかけに故郷の長野に帰る。
そこで彼は父が伝説の小さな生き物“クーナ”を探していたことを知る。当初は“クーナ”の存在に疑問を持っていた彼であったが、地元の人々と触れ合ううちに彼の心にも変化が起きる。

## キャスト

### 主要人物
坪井 良多（つぼい りょうた）〈45〉
演 - 阿部寛（幼少期：松田北斗）
タックプロモーションCMエグゼクティブ・プロデューサー。主にCM制作の予算管理や全体の調整を担っている。ある程度、強硬な態度を取ったとしても許されるポジションだが、上司やCMタレントのわがままに「間違っている」と言わず、それに従い苦労している。何事も「まあまあ」とやり過ごすことが多いことから、部下からは陰で「マー君」と呼ばれている（本人も気づいているが本当の理由はわからずにいる）。家庭内でも学校でのおかしな行動が目立つ娘・萌江に対して、頭ごなしに説教出来ないでいる。マヨネーズが好き。「小さい」と言われる事と虫が大嫌い。陸上部では棒高跳びの選手だった。父の見舞いのため訪れた長野で謎の女・下島奈穂とクーナの伝説に出会う。
坪井 沙江（つぼい さえ）〈43〉
演 - 山口智子
良多の妻。フードスタイリスト。著書が出版され、仕事が順調で波に乗っている。仕事と母親の両立を目指しているが、最近は娘の理解できない態度や言動が気掛かり。夫・良多に厳しく叱ってもらおうとするが、いつも失敗する夫に苛立ちを募らせている。自宅のキッチンを仕事場としても利用しているため、勝手に使用されることを嫌う。急な仕事も入り、義父の見舞いに足を運べないことを後ろめたく思っている。12歳のときに父親は他界。神様やおとぎ話は信じていない。
坪井 萌江（つぼい もえ）〈10〉
演 - 蒔田彩珠
良多と沙江の娘。小学4年生。感受性が豊かで周りの同級生と観点がずれている行動からか母親や他人に理解されない。
最近、大人には見えない小人「フロド」とテレパシーで会話し、クーナのことも知っていると父親に話している。 夏に亡くなった同級生のめぐみと生前仲が良かったが、亡くなる前日にけんかをして、借りていた本（『ホビットの冒険』）を返せなかったことを後悔している。めぐみの机に腰掛けていた同級生の男子を突き飛ばしたり、撤去しためぐみの机を勝手に教室に戻したことで担任の園田から注意を受ける。同級生に母の作った弁当のおかずを売り、1週間の自宅謹慎となったことで、良多と共に、長野へ祖父の見舞いに行く。
下島 菜穂（しもじま なほ）〈30〉
演 - 宮﨑あおい
治の娘で大地の母。七生郡杜耶町役場住民生活課職員。鳥居歯科医院の中にある「クーナ事務局」でクーナ探しのイベントや、近所の子供たちへのクーナ伝説のお話し会などを主催している。当初は栄輔の見舞いに訪れた際に、栄輔の秘書・山下の指示により、病院の受付で「山下菜穂」と偽名を書いていた。ダム建設反対運動をしていた夫がある日突然失踪し、以来一人で大地を育てている。町の人口の減少を危惧し、クーナ伝承を町おこしに利用できないかと考えるが、町役場の人たちには取り合ってもらえない。栄輔の見舞いに訪れたことがきっかけで、良多と出会う。
鳥居 治（とりい おさむ）〈72〉
演 - 西田敏行（少年期：梅沢太一）
菜穂の父親で大地の祖父。町にただひとつの歯医者・鳥居歯科医院の院長。栄輔・亡くなった妻の久実とは幼なじみで、少年時代に3人で森にクーナを探しに出かけた。良多ら大人に尋ねられると「クーナなんているわけがない」と答えるが、萌江や大地には「いるかもしれない」と答えている。栄輔が倒れたことを知り、クーナを探した森を再び訪れる。
下島 大地（しもじま だいち）〈6〉
演 - 大西利空
菜穂の息子。祖父が幼少期に目撃したと言っていた未知の生物「クーナ」が現代でも生存しているのだと信じている。近所に遊び相手がおらず、一人で壁を相手にサッカーをしている。栄輔とも仲がよく彼を「おじいちゃん」、祖父の治のことは「じぃじ」と呼ぶ。

### 良多の家族
坪井 栄輔（つぼい えいすけ）〈72〉
演 - 夏八木勲（少年期：山下哲平）
良多・多希子の父親。オキナ製薬の元取締役で現在は相談役。良多同様、マヨネーズが好き。治・久実とは幼なじみで、少年時代に3人で森にクーナを探しに行ったことがある。行きつけのゴルフ場のサウナで倒れ（たことにしていたが、実際は菜穂の家の近くで大地と遊んでいる最中に倒れた）、病院に運ばれてから昏睡状態が続いていたが目を覚ます。しかし脳内の奥に病変があるため手術が困難な状況と医師に告げられる。会社一筋で家庭を顧みず、複数の愛人がいた過去もあるなど家族とはつながりが薄い。そのため、生まれ故郷の長野に頻繁に帰っては、奈穂や治と会い、クーナ探しのイベントを手伝っていたことを家族の誰も知らなかった。良多や萌江に「世界は、目に見えるものだけでできているんじゃない」と伝える。
父親（良多の祖父）が病に倒れたときに薬の力で父親の病気を治したいと思い、薬剤の道へ進んだため、科学者になる夢を断念した。
坪井 敏子（つぼい としこ）〈73〉
演 - 吉行和子
良多・多希子の母親。結婚当初から夫の浮気に苦労させられてきた。俳句が趣味で、毎週日曜の句会に参加することを何よりも楽しみにしている。夫の入院中に滞在先のホテルのモーニング・コール担当（「モーニングさん」）と仲良くなり、身の上話を聞いてもらう。
伊藤 多希子（いとう たきこ）〈47〉
演 - YOU
良多の姉。専業主婦。父親が死亡した場合は長男である良多が母親を引き取るべきだと言い含める。物分りの良すぎる夫に張り合いのなさを感じている。
伊藤 健次（いとう けんじ）〈38〉
演 - 安田顕
多希子の夫。多希子に頭が上がらず常に顔色を窺って行動し、楽しみな酒を飲むことも制限されるが、嫌がっている素振りは見せずにその生活を楽しんでいる。
伊藤 晃（いとう あきら）
演 - 林凌雅（第7 - 8・最終話）
多希子と健次の息子。
伊藤 身和子（いとう みわこ）
演 - SALA (現:咲蘭)（第7 - 8・最終話）
多希子と健次の娘。
辻 時子（つじ ときこ）
演 - りりィ
沙江の母親。娘が12歳の時に夫を亡くしている。料理が苦手で沙江が小学生の頃、弁当代わりに菓子パンを持たせていた。共働きで忙しい両親に代わって孫娘の面倒を見てほしいと娘に頼まれることが多く、便利に扱われている。娘夫婦が旦那の母親と同居することに断固として反対している。
坪井 信輔（つぼい しんすけ）
演 - 小野武彦（最終話）
栄輔の弟。良多・多希子の叔父。いびきが栄輔にそっくり。

### 良多の仕事関係者
真田 隼（さなだ しゅん）
演 - 新井浩文
タックプロモーション営業。良多の部下で後輩。面白いものを作りたいと思う気持ちが強く、良多のように「まあまあ」とやり過ごす仕事の進め方に疑問を抱き、今の仕事に限界を感じている。
陸上部で短距離の選手だったことを買われ、瀬戸社長が毎朝日課にしているジョギング（実際は走らないので散歩）に同行し、CMプランに使えそうな有力な情報を取ってくるよう良多から指示を受ける。その功績が認められ、「アーモンドペロンチョコ」のCMの進行を任される。
陽（よう）
演 - 伊藤洋三郎
タックプロモーションゼネラルマネージャー。良多の上司。
山岡（やまおか）
演 - 森岡龍
真田（さなだ）
演 - 足立智充
上記2名はタックプロモーション営業。良多の部下。
浅井（あさい）
演 - 辰巳蒼生
広告代理店・広傳堂営業部社員。
野島（のじま）
演 - 池田成志
CM監督。「Mr.じゃがポールメキシカンタコス味」のCMを製作したが、良多たちに修正を指示される。
池堀 慶二（いけほり けいじ）
演 - 丸山智己（第1話）
チボリ製菓の社長（2代目）。「Mr.じゃがポールメキシカンタコス味」のCMを発注するクライアント。依頼した内容を忘れたり、大事と思えないような発言を繰り返しては良多を困らせる。

### 沙江の仕事関係者
若木 潤（わかぎ じゅん）
演 - 菅野莉央
沙江のアシスタント。愛称：じゅんじゅん。沙江を尊敬し、一人前になるために奮闘。大きい神様は信じないが小さい神様は信じている。
井戸田 夏海（いとだ なつみ）
演 - 長田奈麻
ライター。
橘（たちばな）
演 - 村岡希美
編集担当者。

### 長野の人々 / クーナ一家（良多の夢）
良多の夢の中で、クーナ一家の一員として登場する（第3話 -）。
徳永 太郎（とくなが たろう） / クーナ息子
演 - 阿部サダヲ
タクシー運転手。過疎化が進む町で客がおらず暇を持て余していた。駅で良多を見つけてタクシーを利用するよう話しかけ、車内で「このまち」の素晴らしさを相手が嫌がってもお構いなしに話し続け、毎回のように長野に引っ越して来ないかと誘う。
堤 千恵子（つつみ ちえこ） / クーナ妻
演 - 江口のりこ
七生総合病院看護師。患者や家族に感情移入し続けたあまり、喜びや悲しみの表情を失っていたが、栄輔が目覚めたときには心から嬉しかったと良多に話す。
宮内 あこ（みやうち あこ） / クーナ娘
演 - 石井杏子
宮内 りこ（みやうち りこ） / クーナ娘
演 - 石井梨子
上記2名は菜穂が話す「クーナ」伝説を聞きに来ていた子供たち。
百瀬 一（ももせ はじめ） / クーナ父
演 - 常田富士男
鳥井歯科医院の患者。最後の一本の歯を治療で抜かれた日に良多と出会う。東京に住む息子と暮らすため杜耶町を離れることになり、治に頼んで6年2カ月前に亡くなった妻・文の歯型を譲り受ける。クーナを目撃したことがあり、良多らの取材に答える。
フミヨ / クーナ母
演 - 芹川藍
雑貨屋・栄喜屋店主。
畠中 知二（はたなか ともじ） / クーナ叔父1
演 - 中村靖日
長野日報社社会部・遊軍キャップ。奈穂に気があり、「ナウシカみたい」だと感じてクーナのイベントに協力している。取材のテーマは「エコ」。
梶 鉄也（かじ てつや） / クーナ叔父2
演 - 山中崇
地域警察官。良多を潜伏中の活動家や熊と間違える。

### その他
山下 鎌作（やました けんさく）
演 - 清水章吾
栄輔の会社時代の秘書。菜穂と密かに連絡を取っていた。段取り上手で、栄輔の見舞いに訪れた良多たちの宿泊先をてきぱきと決め、敏子に「こういう人が家に一人ほしい」と言わしめる。「仕事ですから」が口癖。
小林 悟（こばやし さとる）
演 - バカリズム
坪井家の隣に住む文藝出版社勤務の会社員。娘と妻がいる。通勤時に良多と会うことが多く、娘が最近、会話してくれなくなったと他愛のない家庭の悩みなどを話している。
園田 千春（そのだ ちはる）
演 - 千葉雅子
萌江の担任教師。たびたび問題を起こす萌江に頭を抱えているが、沙江が学校を訪れた時には彼女の著書を持参し、ちゃっかりサインをもらったり、坪井家の訪問時には一緒に写真を撮っている。
越野 きらり（こしの きらり）
演 - 浜尚美
加藤 珠璃亜（かとう じゅりあ）
演 - 石井香帆
坂上 紫苑（さかがみ しおん）
演 - 松本祐介
上記3名は萌江のクラスメート。
チェン
演 - テイ龍進
仕事を求めて杜耶町役場を訪れ、職員の菜穂に紹介してもらった中国風菜館萬里で働き始める。母親は北京で中華料理店を営んでいるので本格的な中華料理を調理できるが、周東や客たちには辛過ぎ、中華“風”に調理するよう注意を受け「こんなの作ったのわかったらママに怒られちゃう」と困惑する。
周東 竜二（すとう りゅうじ）
演 - 菅原大吉
中国風菜館萬里店主。
錦織 光成（にしきおり みつなり）
演 - 古舘寛治（第6 - 7・9話）
自称クーナ研究家。自宅にUMA研究会七生支部・杜那町民俗学研究所の看板を掲げている。
矢野 良子（やの りょうこ）
演 - 安藤聖（第6話）
長野信用金庫職員。クーナについて良多らの取材に答える。
山辺（やまべ）
演 - 越村公一（第6・8話）
野間（のま）
演 - ノゾエ征爾（第6・8話）
白石（しらいし）
演 - 螢雪次朗（第6・8話）
川嶋（かわしま）
演 - 渡辺憲吉（第6・8話）
上記4名は七生郡杜耶町役場職員。
鳥井 久実（とりい くみ）
演 - 天光眞弓（写真）（少女期：松原舞）
故人。治の妻。菜穂の母親。栄輔の幼なじみ。治と栄輔とともにリンドウの森でクーナを見た。森を守るため、ダム建設反対運動に参加していた。気に入った格言やことわざの書かれた切り抜きを遺していた。
平子 英樹（ひらこ ひでき）
演 - 西山聡（第3・5話）
妻・文子（演 - 佐藤みゆき）と息子・清隆（演 - 榎本陽心）とともに、妻の故郷・福島で暮らすため、一家で杜耶町から引っ越す。一家で参加したハロウィンの写真を出発前に菜穂から渡される。
野口 雄治（のぐち ゆうじ）
演 - 和知龍範（第9話）
福島から妻・香織（演 - 児玉磨利）と息子・智史（演 - 秋元黎）とともに杜耶町に引っ越してきた。福島に移住してきた平子一家に出会い、杜耶町で困ったことがあったら菜穂に相談するようアドバイスされていた。
森谷 凛（もりたに りん）
演 - 大谷英子（第8話）
惠が働く牧場主の娘。
森谷 のん（もりたに のん）
演 - 永島のん（第8話）
凛の娘。

### ゲスト
松谷 真乃（まつたに まの）
演 - 佐津川愛美（第1話）
人気女優。良多たちが手がける梅酒のCM撮影中、添え物として用意されたカプレーゼに苦手なチーズが使われていたため嫌がったり、鞘ごと焼いた好物のそら豆を用意しなかったら髪を濡らさないとわがままを言って周りにいるCMスタッフたちを困らせる。
瀬戸 洋三郎（せと ようざぶろう）
演 - 笹野高史（第1・5話）
橘家社長。「アーモンドペロンチョコ」のCMを発注するクライアント。無愛想で、あまり感情を表に出さない。たまには和菓子が食べたくなるが、洋菓子メーカーの社長という手前、堂々とお店に入ることができず朝の散歩を利用して和菓子を食べていた。クーナが見つかったら戦争で亡くなった母親と会わせてほしいという条件で菜穂が企画したクーナ探しのイベントスポンサーになり、1億円の懸賞金を掛ける。好きなタレントは美空ひばりや植木等。
山中 健太郎（やまなか　けんたろう）
演 - 宅間孝行（第2 - 3話）
映画監督。通称：ヤマケン。良多にライバル視されている。
小寺 絢子（こでら あやこ）
演 - キムラ緑子（第6話）
CM撮影の準備中、画面には映らない家族像を想像できるように表現したいので、もっと生活感を出してもいいと沙江と監督（演：野間口徹）に指示する。
澤村 ひとみ（さわむら ひとみ）
演 - 中村ゆり（第3話）
沙江の依頼を受け、祖母との思い出のある古い重箱を貸し出す。
高田純次（たかだ じゅんじ）
演 - 本人（特別出演、第5・9話 / 第1・2・4話は名前だけ登場）
「アーモンドペロンチョコ」のCMに出演。
中津 和哉（なかつ かずや）
演 - 眞島秀和（第5話ほか）
七生総合病院医師。栄輔の担当医。多希子のタイプ。
下島 惠（しもじま めぐむ）
演 - 加瀬亮（第8話）
菜穂の夫。大地の父親。ダム建設に反対している中で菜穂に黙って失踪した後、牧場で働いている。
小林 琉花（こばやし るか）
演 - 川口春奈（最終話）
隣人・小林の一人娘。

## スタッフ
- 監督・脚本・編集：是枝裕和
- 助監督：兼重淳
- スクリプター：冨田美穂
- キャスティング：田端利江
- 制作担当：早川徹
- 撮影：山崎裕
- 照明：尾下栄治
- 録音：弦巻裕、冨田和彦
- 演出助手：遠藤薫、森本晶一、武鑓加恵
- 監督助手：北原栄治、広瀬奈々子
- 撮影助手：髙橋直樹、井手口大騎ダグラス
- 照明助手：加瀬拓郎、後藤史兆、正木智恵
- 録音助手：川俣武史
- 装飾：松尾文子、布部雅人
- 小道具：塚本周作
- 持道具：一條のはら
- 装飾助手：大原清孝
- スタイリスト：小林身和子
- ヘアメイク：酒井夢月
- ヘアメイク（阿部担当）：小泉尚子
- スタイリスト助手：宇田川尚美
- 衣装制作：川間多希子
- ヘアメイク助手：中山知美、後藤麻里
- 音楽：ゴンチチ
- 劇中音楽：小田切大、たなかけん
- 主題歌：槇原敬之「四つ葉のクローバー」（WORDS&MUSIC）[11]
- 音響効果：勝俣まさとし
- フォーリーアーティスト：伊東晃
- クーナデザイン：大塚いちお、河村杏奈
- 特殊造形：森田誠
- オープニングタイトル：森本千絵、稲垣護
- フードスタイリスト：飯島奈美
- メディカルアドバイザー：マエカ
- 歯科医指導：上田重美
- 制作主任：熊谷悠、中円尾直子
- 制作進行：白取知子
- 制作応援：矢口将樹、古野修作
- 制作デスク：望野さやか、望月麻美
- 演技事務：杉山洋子
- キャスティング助手：山下葉子
- 協力プロデューサー：安藤和久（関西テレビ）
- プロデュース補：田中耕司（関西テレビ）、大西隼、岡村祥子
- プロデューサー：豊福陽子（関西テレビ）、熊谷喜一（テレビマンユニオン）
- 制作：関西テレビ、テレビマンユニオン

## 放送日程
| 話数                                                       | 放送日   | サブタイトル                                                                 | 視聴率 |
| ---------------------------------------------------------- | -------- | ---------------------------------------------------------------------------- | ------ |
| 第1話                                                      | 10月09日 | 小心者の男に訪れた人生のヘンテコな転機 突然現れた美女&伝説の生き物クーナの謎 | 13.0%  |
| 第2話                                                      | 10月23日 | 妻は抜擢、夫は仕事干され逃亡?                                                | 08.9%  |
| 第3話                                                      | 10月30日 | 良多、母には言えぬ父の秘密を知る                                             | 08.4%  |
| 第4話                                                      | 11月06日 | 妻と娘よりも大切な女                                                         | 07.7%  |
| 第5話                                                      | 11月13日 | クーナ探しに1億!?職場復帰で良多暴走                                          | 06.5%  |
| 第6話                                                      | 11月20日 | 良多、良からぬ事をたくらみバチ当たる                                         | 05.9%  |
| 第7話                                                      | 11月27日 | あなたには“故郷”がありますか?                                                | 05.9%  |
| 第8話                                                      | 12月04日 | 人生で“後悔”してることは何ですか?                                            | 05.6%  |
| 第9話                                                      | 12月11日 | クーナの森で起きた美しく“青い”奇跡                                           | 04.5%  |
| 最終話                                                     | 12月18日 | あなたの、いなくなったあとに                                                 | 06.0%  |
| 平均視聴率 7.24%（視聴率は関東地区・ビデオリサーチ社調べ） |          |                                                                              |        |

- 10月16日はサッカー国際親善試合 日本代表×ブラジル代表戦中継のため休止。

## 関連商品

### 書籍
- クーナ（作・是枝裕和、絵・大塚いちお、イースト・プレス、2012年10月15日発売、ISBN 978-4-78-160869-3）
- ゴーイング マイ ホーム シナリオ（著・是枝裕和、ポプラ社、2012年12月19日発売、ISBN 978-4-591-13217-3）

### DVD
- ゴーイング マイ ホーム DVD-BOX（2013年3月6日発売、ポニーキャニオン）
- ゴーイング マイ ホーム Blu-ray BOX（2013年3月6日発売、ポニーキャニオン）